# Факундо Піріс
Факундо Хуліан Піріс Гонсалес (ісп. Facundo Julián Píriz González; нар. 27 березня 1990, Тарарірас, Уругвай) — уругвайський футболіст, опорний півзахисник клубу «Депортіво Мальдонадо».

## Клубна кар'єра
Народився в уругвайському місті Тарарірас. Футбольну кар'єру розпочав у столичному «Насьйоналі». В офіційних матчах за клуб дебютував 2 травня 2010 року, у матчі чемпіонату Уругваю проти «Серітто» (3:1). Цей матч так і залишився єдиним для Факундо у Прімера Дивізіоні 2009/10. У трьох наступних сезонах зіграв ще 59 матчів у Прімера Дивізіоні за столичну команду, в яких двічі відзначався голами. Також зіграв у дев'яти матчах Кубку Лібертадорес і в п'яти поєдинках Південноамериканського кубку. З «Больсосом» він виграв два титули чемпіона країни в сезонах 2010/11 та 2011/12.
16 січня 2013 року з'явилися чутки про можливий перехід гравця до табору грозненського «Терека», який, судячи з повідомлення, цікавився гравцем ще з жовтня 2012 року. 20 січня 2013 року підписав 4,5-річний контракт з представником російської Прем'єр-ліги «Терек» (Грозний). За перехід опорного півзахисника росіяни заплатили «Насьйоналю» 2,8 мільйони євро. У Прем'єр-лізі Росії зіграв 69 матчів та відзначився 3-ма голами. У кубку Росії зіграв 7 матчів.
28 липня 2017 року підписав контракт про однорічну оренду з можливістю викупу з французьким клубом «Монпельє». «Монпель»є офіційно використав опцію викупу 18 квітня 2018 року.
25 вересня 2019 року підписав 1-річний контракт з румунським клубом «Рапід» (Бухарест).
У 2022 році підписав контракт з «Депортіво Мальдонадо».

## Кар'єра в збірній
Факундо Піріз виступав у складі молодіжної збірної Уругваю. Виступав на молодіжному чемпіонаті Південної Америки 2009 року в Венесуелі. На вище вказаному турінірі провела 4 матчі. 
Він також грав у збірній Уругваю (U-22) на Панамериканських іграх 2011 року. На вище вказаному турнірі зіграв 5 матчів (1 гол) та допоміг команді виграти бронзові нагороди.

## Статистика виступів

### Клубна
Станом на 1 липня 2019
| Клуб                     | Сезон             | Ліга                     | Ліга  | Ліга | Кубок | Кубок | Кубок ліги | Кубок ліги | Конт. кубок | Конт. кубок | Інші  | Інші | Загалом | Загалом |
| Клуб                     | Сезон             | Дивізіон                 | Матчі | Голи | Матчі | Голи  | Матчі      | Голи       | Матчі       | Голи        | Матчі | Голи | Матчі   | Голи    |
| ------------------------ | ----------------- | ------------------------ | ----- | ---- | ----- | ----- | ---------- | ---------- | ----------- | ----------- | ----- | ---- | ------- | ------- |
| «Насьйональ»             | 2009–10           | Прімера Дивізіон Уругваю | 1     | 0    | —     | —     | —          | —          | —           | —           | —     | —    | 1       | 0       |
| «Насьйональ»             | 2010–11           | Прімера Дивізіон Уругваю | 21    | 1    | —     | —     | —          | —          | —           | —           | —     | —    | 21      | 1       |
| «Насьйональ»             | 2011–12           | Прімера Дивізіон Уругваю | 28    | 1    | —     | —     | —          | —          | 11          | 0           | —     | —    | 34      | 1       |
| «Насьйональ»             | 2012–13           | Прімера Дивізіон Уругваю | 10    | 0    | —     | —     | —          | —          | 3           | 0           | —     | —    | 13      | 0       |
| «Насьйональ»             | Загалом           | Загалом                  | 60    | 2    | 0     | 0     | -          | -          | 14          | 0           | 0     | 0    | 74      | 2       |
| «Терек» (Грозний)        | 2012–13           | Прем'єр-ліга Росії       | 6     | 1    | 0     | 0     | —          | —          | —           | —           | —     | —    | 6       | 1       |
| «Терек» (Грозний)        | 2013–14           | Прем'єр-ліга Росії       | 15    | 0    | 1     | 0     | —          | —          | —           | —           | —     | —    | 16      | 0       |
| «Терек» (Грозний)        | 2014–15           | Прем'єр-ліга Росії       | 11    | 0    | 1     | 0     | —          | —          | —           | —           | —     | —    | 12      | 0       |
| «Терек» (Грозний)        | 2015–16           | Прем'єр-ліга Росії       | 11    | 1    | 3     | 0     | —          | —          | —           | —           | —     | —    | 14      | 1       |
| «Терек» (Грозний)        | 2016–17           | Прем'єр-ліга Росії       | 26    | 1    | 2     | 0     | —          | —          | —           | —           | —     | —    | 28      | 1       |
| «Терек» (Грозний)        | Загалом           | Загалом                  | 69    | 3    | 7     | 0     | -          | -          | -           | -           | -     | -    | 76      | 3       |
| «Монпельє» (оренда)      | 2017–2018         | Ліга 1                   | 15    | 0    | 1     | 0     | 4          | 0          | —           | —           | —     | —    | 20      | 0       |
| «Монпельє Б» (фарм-клуб) | 2017–2018         | Національний чемпіонат 3 | 1     | 0    | —     | —     | —          | —          | —           | —           | —     | —    | 1       | 0       |
| «Монпельє»               | 2018–2019         | Ліга 1                   | 6     | 0    | 0     | 0     | 1          | 0          | —           | —           | —     | —    | 7       | 0       |
| «Монпельє»               | 2019–2020         | Ліга 1                   | 0     | 0    | 0     | 0     | 0          | 0          | —           | —           | —     | —    | 0       | 0       |
| «Монпельє»               | Загалом           | Загалом                  | 6     | 0    | 0     | 0     | 1          | 0          | -           | -           | -     | -    | 7       | 0       |
| «Монпельє Б»             | 2018–2019         | Національний чемпіонат 3 | 4     | 0    | —     | —     | —          | —          | —           | —           | —     | —    | 4       | 0       |
| «Монпельє Б»             | 2019–2020         | Національний чемпіонат 3 | 1     | 0    | —     | —     | —          | —          | —           | —           | —     | —    | 1       | 0       |
| «Монпельє Б»             | Загалом           | Загалом                  | 5     | 0    | -     | -     | -          | -          | -           | -           | -     | -    | 5       | 0       |
| «Рапід» (Бухарест)       | 2019–20           | Ліга I                   | 6     | 0    | 0     | 0     | —          | —          | —           | —           | —     | —    | 6       | 0       |
| «Клуб Плаза»             | 2020              | Прімера Дивізіон Уругваю | 20    | 2    | 0     | 0     | —          | —          | 2           | 0           | —     | —    | 20      | 2       |
| «Насьйональ»             | 2021              | Прімера Дивізіон Уругваю | 1     | 0    | 0     | 0     | —          | —          | 4           | 0           | —     | —    | 5       | 0       |
| Усього за кар'єру        | Усього за кар'єру | Усього за кар'єру        | 183   | 7    | 8     | 0     | 5          | 0          | 20          | 0           | 0     | 0    | 211     | 7       |

## Досягнення
- Прімера Дивізіон Уругваю
  -  Чемпіон (3): 2008/09, 2010/11, 2011/12
  -  Срібний призер (2): 2009/10, 2021
- Бронзовий призер Панамериканських ігор: 2011